# 1942 na televisão

## Nascimentos
| Data            | Nome                  | Profissão                                              | Nacionalidade            | Observações | Ref   |
| --------------- | --------------------- | ------------------------------------------------------ | ------------------------ | ----------- | ----- |
| 7 de janeiro    | José Augusto Branco   | ator                                                   | Brasil                   |             |       |
| 17 de janeiro   | Nancy Parsons         | atriz                                                  | Estados Unidos           | m. 2001     | [ 1 ] |
| 1 de fevereiro  | Terry Jones           | ator e escritor                                        | Inglaterra               | m. 2020     | [ 2 ] |
| 7 de fevereiro  | Gareth Hunt           | ator                                                   | Inglaterra               | m. 2007     | [ 3 ] |
| 22 de fevereiro | Paulo Henrique Amorim | jornalista                                             | Brasil                   | m. 2019     | [ 4 ] |
| 8 de março      | Neuza Borges          | atriz                                                  | Brasil                   |             |       |
| 29 de março     | Scott Wilson          | ator                                                   | Estados Unidos           | m. 2018     | [ 5 ] |
| 3 de abril      | Marsha Mason          | atriz                                                  | Estados Unidos           |             |       |
| 28 de abril     | Eliakim Araújo        | jornalista                                             | Brasil                   | m. 2016     | [ 6 ] |
| 16 de maio      | Isao Sasaki           | ator e cantor                                          | Japão                    |             |       |
| 18 de maio      | José Paulo de Andrade | jornalista, radialista e apresentador de TV brasileira | Brasil                   | m. 2020     | [ 7 ] |
| 4 de junho      | Ítala Nandi           | atriz                                                  | Brasil                   |             |       |
| 18 de junho     | Ana Rosa              | atriz                                                  | Brasil                   |             |       |
| 1 de julho      | Maria Adelaide Amaral | dramaturga                                             | Portugal (nac.) · Brasil |             |       |
| 23 de agosto    | Susana Vieira         | atriz                                                  | Brasil                   |             |       |
| 9 de setembro   | Raul Durão            | jornalista e apresentador                              | Portugal                 | m. 2007     | [ 8 ] |
| 31 de outubro   | David Ogden Stiers    | ator                                                   | Estados Unidos           | m. 2020     | [ 9 ] |
| 2 de novembro   | Stefanie Powers       | atriz                                                  | Estados Unidos           |             |       |

## Mortes
| Data | Nome | Profissão | Nacionalidade | Observações | Ref |
| ---- | ---- | --------- | ------------- | ----------- | --- |